# Sh2-204
Sh2-204 est une nébuleuse en émission visible dans la constellation de la Girafe.
Elle est identifiée dans la partie sud de la constellation, dans une zone dépourvue d'étoiles brillantes, et fortement obscurcie. La période la plus propice à son observation dans le ciel du soir tombe entre les mois de septembre et février et elle est considérablement facilitée pour les observateurs situés dans les régions de l'hémisphère boréal, où elle est circumpolaire jusqu'aux régions tempérées chaudes.
C'est une grande région HII située à au moins 4 000 parsecs (13 040 années-lumière) du système solaire, probablement en correspondance avec le bras du Cygne. Il est donc possible qu'elle soit liée à l'association stellaire Camelopardalis OB3, parmi laquelle les composants stellaires seraient au moins quatre responsables de l'ionisation du gaz de Sh2-204, tous de classe spectrale O. Cependant, la plupart des estimations s'accordent à attribuer à cette nébuleuse une distance d'environ 3 800 pc (∼12 400 al). La source IRAS 03519+5718 est associée à Sh2-204.